# Кампа
«Кампа», також «Campa» — тенісний клуб у Бучі.

## Загальний опис
В клубі є 9 кортів: 3 критих і 6 відкритих. Одночасно тут може грати до 36 гравців. Покриття відкритих кортів — ґрунт, закритих — Teraflex. Система освітлення дає можливість проводити турніри в будь-який час доби. Глядацькі трибуни вміщають 300 людей. Діє пункт прокату і магазин спортивного інвентаря.
На території клубу є тренажерний зал, відкритий басейн (6 х 15 м), масажний кабінет, волейбольний майданчик.
Діє ресторан (до 80 гостей в залах і до 200 на літній терасі). В фуршетному варіанті — вміщає до 300 гостей. Є готель на 11 номерів — 6 одномісних і 5 двомісних, паркінг на 100 автомобілів.

## Історія
- 13-19 липня 2009 в клубі пройшов жіночий турнір з призовим фондом USD 25 000.
- 9 вересня 2010 на базі клубу відкрито Бучанську муніципальну тенісну школу.[1].

## Ключові особи
- Ареф'єв Сергій Сергійович — директор тенісного клубу, засновник підприємства «Комфорт ЛТД», голова Бучанської міської організації Партії регіонів, депутат Київської обласної ради VI скликання.
- Черепов Юрій Борисович — заслужений тренер України, тренер клубу[2].

## Виноски
1. ↑  Бучанські новини. 10 вересня 2010, стор. 5. «У Бучі відкрито тенісну школу». Посилання [Архівовано 18 вересня 2010 у Wayback Machine.]
2. ↑  Юрий Черепов: в Буче мы собрали отличный коллектив [Архівовано 5 березня 2016 у Wayback Machine.] (рос.)